# Kurt Martti Wallenius
Kurt Martti Wallenius (né le 25 juillet 1893 à Kuopio, mort le 3 mai 1984 à Helsinki) est un major général finlandais.

## Mouvement Jäger
Kurt Wallenius est membre des Jägers finlandais entraînés en Allemagne avant l'indépendance finlandaise.
En 1915, Kurt  Wallenius se rend en Allemagne où il est enrôlé dans le 27e bataillon de jägers. 
En 1916, il prend part aux combats sur la rivière Misa en Lettonie,.

## Guerre civile
De retour en Finlande, Kurt Wallenius participe à la guerre civile finlandaise de 1918 du côté des Blancs anticommunistes. 
Il commande un peloton à Tervola et Tornio. 
En Laponie, Wallenius rencontre l'éleveur de rennes Aleksi Hihnavaara (en), avec qui il a voyagé en Laponie, et ils sont devenus de bons amis. 
Puis, Kurt Wallenius est nommé commandant des troupes dans la région de Kuolajärvi et Kuusamo. 
On lui donne le commandement du groupe du nord lors des expéditions de Viena (fi) de mars 1918 dont l'objectif était de rattacher des parties de la Carélie orientale à la Finlande. 
Il sera aussi le commandant de la deuxième des expéditions de Petsamo (fi) en mai 1920.

## Commandant de régiment
Après la guerre civile, Kurt Wallenius commande des troupes dans le nord-ouest de la Finlande : le régiment Salla et le 1er régiment de garde-frontières de Laponie. 
Dans les années 1920, il est brièvement nommé attaché militaire à Berlin.

## Mouvement de Lapua
En 1930, Kurt Wallenius est promu au grade de major général. 
Cependant, il sera contraint de prendre sa retraite cette année-là lorsqu'il est impliqué dans l'enlèvement de l'ancien président finlandais Kaarlo Ståhlberg, bien que Wallenius ait finalement été acquitté de toutes les charges. 
Dans les années 1930, Wallenius s'implique dans des activités politiques et devient le secrétaire général du mouvement de Lapua. 
À ce titre, il participe à la rébellion de Mäntsälä. 
Wallenius est emprisonné deux fois pour un peine totale de plus d'un an.

## Guerre d'Hiver
Lorsque la guerre d'Hiver a commencé, le commandant en chef des troupes finlandaises Carl Gustaf Emil Mannerheim nomme Kurt Wallenius au poste de commandant du groupe de Laponie (fi).
Les troupes sous son commandement, bien qu'en infériorité numérique, repoussent les troupes soviétiques à Salla et Petsamo. 
Une fois le front de Laponie stabilisé, Kurt Wallenius cède le commandement aux volontaires suédois commandées par le lieutenant général Ernst Linder en février 1940.
Kurt Wallenius et la plupart de ses troupes sont envoyés pour former le groupe côtier (fi) au point le plus au sud du front, sur la rive ouest de la baie de Vyborg, où l'Armée rouge a traversé le golfe gelé.
Kurt Wallenius proteste contre cette nouvelle mission, pensant qu'il était puni pour ses activités passées. 
La situation militaire est critique et le terrain totalement différent de ce à quoi Wallenius et ses hommes étaient habitués.
Il ne réussira pas à empêcher l'Armée rouge de prendre pied sur la rive ouest de la baie de Vyborg.
Kurt Wallenius est démis de ses fonctions au début de mars 1940, après seulement trois jours de commandement du groupe côtier, et remplacé par le lieutenant-général Karl Lennart Oesch. 
Wallenius est retiré des listes des officiers des forces de défense.

## Retraite
Quand la guerre de Continuation commence en juin 1941, Wallenius n'obtient pas de commandement.
Il vit alors à la retraite dans la commune rurale de Rovaniemi en écrivant des livres et des articles.
Il est inhumé au cimetière d'Honkanummi à Vantaa.